# فرانك روبرت
فرانك روبرت (بالنرويجية: Frank Robert)‏ (و. 1918 – 2007 م) هو ممثل ومغني من النرويج، توفي عن عمر يناهز 89 عاماً.

## جوائز
حصل على جوائز منها:
- Leif Justers Award  [لغات أخرى]‏ (2005).

## وصلات خارجية
- فرانك روبرت على موقع IMDb (الإنجليزية)
- فرانك روبرت على موقع ميوزك برينز (الإنجليزية)
- فرانك روبرت على موقع قاعدة بيانات الأفلام السويدية (السويدية)
- فرانك روبرت على موقع ديسكوغز (الإنجليزية)
- فرانك روبرت على موقع قاعدة بيانات الفيلم (الإنجليزية)